# Домброва (Мілицький повіт)
Домброва (пол. Dąbrowa) — село в Польщі, у гміні Крошниці Мілицького повіту Нижньосілезького воєводства.
Населення — 173 особи (2011).
У 1975-1998 роках село належало до Вроцлавського воєводства.

## Демографія
Демографічна структура станом на 31 березня 2011 року:
|          | Загалом | Допрацездатний вік | Працездатний вік | Постпрацездатний вік |
| -------- | ------- | ------------------ | ---------------- | -------------------- |
| Чоловіки | 89      | 18                 | 66               | 5                    |
| Жінки    | 84      | 11                 | 54               | 19                   |
| Разом    | 173     | 29                 | 120              | 24                   |